# J.A. Windfeld-Hansen
Jens Anton Windfeld-Hansen (født 17. september 1855 i Ribe, død 17. august 1936) var en dansk farmaceut og fabrikant, bror til Hans og Marius Windfeld-Hansen.
Windfeld-Hansen var søn af møller Hans Hansen (død 1866) og hustru Karen Windfeld (død 1908) og født i Ribe. 1875 blev han uddannet cand.pharm. og var dernæst to år assistent hos Alfred Benzons kemiske fabrikker (Alfred Benzon A/S). Fra 1877 til 1893 var han ansat hos Steins Laboratorium. 1893-1918 var han interessent i oliefabrikken L.C. Glad & Co. Han var Ridder af Dannebrog.
13. januar 1894 ægtede han Jensine Marie f. Bertelsen. En søn var ingeniøren Erik Windfeld-Hansen.